# Bahnstrecke Capdenac–Rodez
| Bahnhof Rodez mit städtischer Straßenbahn, 1917 |                      |                                                                               |                                                                               |
| Streckennummer (SNCF): | 701 000              |                                                                               |                                                                               |
| Kursbuchstrecke (SNCF): | 147                  |                                                                               |                                                                               |
| Streckenlänge: | 66,5 km              |                                                                               |                                                                               |
| Spurweite: | 1435 mm (Normalspur) |                                                                               |                                                                               |
| Maximale Neigung: | 16 ‰                 |                                                                               |                                                                               |
| |                      |                                                                               |                                                                               |
| \| \| \| Bahnstrecke Brive-la-Gaillarde–Toulouse-Matabiau v. Brive-la-G. \| \| \| \| 241,7 \| Bahnstrecke Cahors–Capdenac von Cahors \| Bahnstrecke Cahors–Capdenac von Cahors \| \| \| 242,2 \| Tunnel de Capdenac (552 m) \| Tunnel de Capdenac (552 m) \| \| \| \| D 840 (ehem. N 662) \| \| \| \| 242,8 \| Lot (131 m) \| Lot (131 m) \| \| \| 243,2 \| Capdenac \| 178 m \| \| \| \| Bahnstrecke Brive-la-Gaillarde–Toulouse-Matabiau v./ n. Toulouse \| \| \| \| 244,5 \| Tunnel d'Assier (42 m) \| Tunnel d'Assier (42 m) \| \| \| 246,5 \| Vernet \| 182 m \| \| \| 247,7 \| Tunnel de Vernet (230 m) \| Tunnel de Vernet (230 m) \| \| \| 247,9 \| Galerie de Vernet (42 m) \| Galerie de Vernet (42 m) \| \| \| 251,1 \| Saint-Martin-de-Bouillac \| 185 m \| \| \| 253,5 \| Tunnel de Coussieu (195 m) \| Tunnel de Coussieu (195 m) \| \| \| 255,2 \| Tunnel de Penchot (151 m) \| Tunnel de Penchot (151 m) \| \| \| 255,3 \| Penchot \| 187 m \| \| \| \| Bahnstrecke Viviez–Decazeville \| \| \| \| 258,5 \| Viviez-Decazeville \| 197 m \| \| \| \| Decazeville \| \| \| \| \| Decazeville, Grubenbahn \| \| \| \| 262,3 \| Aubin \| 253 m \| \| \| 262,6 \| Enne (Viaduc d'Aubin; 77 m) \| Enne (Viaduc d'Aubin; 77 m) \| \| \| 264,2 \| Tunnel des Forges (350 m) \| Tunnel des Forges (350 m) \| \| \| 265,0 \| Cransac \| 291 m \| \| \| 267,1 \| Tunnel de la Richardie (585 m) \| Tunnel de la Richardie (585 m) \| \| \| 271,6 \| Auzits-Aussibal \| 393 m \| \| \| 274,2 \| Tunnel de Cazalbadis (15 m) \| Tunnel de Cazalbadis (15 m) \| \| \| 275,3 \| Tunnel de Fabrègues (500 m) \| Tunnel de Fabrègues (500 m) \| \| \| 278,4 \| Bindouyre (Viaduc de la Tieyre; 53 m) \| Bindouyre (Viaduc de la Tieyre; 53 m) \| \| \| 279,0 \| Saint-Christophe \| 356 m \| \| \| \| \| \| \| \| \| Société de Commentry-Fourchambault-Decazeville (CFD); nach Marcillac (0,66 m)[2] \| \| \| \| \| \| \| \| \| 281,2 \| Ady (Viaduc de Tournemire; 230 m) \| Ady (Viaduc de Tournemire; 230 m) \| \| \| 285,5 \| Tunnel de Marcillac (253 m) \| Tunnel de Marcillac (253 m) \| \| \| 286,1 \| Marcillac \| 408 m \| \| \| 286,7 \| Tunnel de Fau (333 m) \| Tunnel de Fau (333 m) \| \| \| 290,9 \| Nuces \| 483 m \| \| \| 292,2 \| Souterrain de Figeaguet (390 m) \| Souterrain de Figeaguet (390 m) \| \| \| 295,4 \| Vanc \| 515 m \| \| \| 299,1 \| Créneau (Viaduc de Souyri; 89 m) \| Créneau (Viaduc de Souyri; 89 m) \| \| \| \| CFD (1861–1882, Meterspur)[3] \| \| \| \| 299,7 \| Salles-la-Source \| 544 m \| \| \| 303,3 \| Sébazac \| 577 m \| \| \| 304,2 \| Scheitelpunkt \| Scheitelpunkt \| \| \| 309,2 \| Bahnstrecke Castelnaudary–Rodez von Castelnaudary \| Bahnstrecke Castelnaudary–Rodez von Castelnaudary \| \| \| 309,3 \| Auterne (Viaduc de Lauterne; 165 m) \| Auterne (Viaduc de Lauterne; 165 m) \| \| \| 309,7 495,4 \| Rodez \| 539 m \| \| \| \| Bahnstrecke Sévérac-le-Château–Rodez n. Sévérac-le-Château \| \| |                      |                                                                               |                                                                               |
| |                      | Bahnstrecke Brive-la-Gaillarde–Toulouse-Matabiau v. Brive-la-G.               |                                                                               |
| Abzweig geradeaus und ehemals von rechts | 241,7                | Bahnstrecke Cahors–Capdenac von Cahors                                        | Bahnstrecke Cahors–Capdenac von Cahors                                        |
| Tunnel | 242,2                | Tunnel de Capdenac (552 m)                                                    | Tunnel de Capdenac (552 m)                                                    |
| Strecke Anfang Hochstrecke |                      | D 840 (ehem. N 662)                                                           | D 840 (ehem. N 662)                                                           |
| | 242,8                | Lot (131 m)                                                                   | Lot (131 m)                                                                   |
| Bahnhof | 243,2                | Capdenac                                                                      | 178 m                                                                         |
| Abzweig geradeaus, nach rechts und ehemals von rechts |                      | Bahnstrecke Brive-la-Gaillarde–Toulouse-Matabiau v./ n. Toulouse              | Bahnstrecke Brive-la-Gaillarde–Toulouse-Matabiau v./ n. Toulouse              |
| Tunnel | 244,5                | Tunnel d'Assier (42 m)                                                        | Tunnel d'Assier (42 m)                                                        |
| ehemaliger Haltepunkt / Haltestelle | 246,5                | Vernet                                                                        | 182 m                                                                         |
| Tunnel | 247,7                | Tunnel de Vernet (230 m)                                                      | Tunnel de Vernet (230 m)                                                      |
| Tunnel | 247,9                | Galerie de Vernet (42 m)                                                      | Galerie de Vernet (42 m)                                                      |
| ehemaliger Bahnhof | 251,1                | Saint-Martin-de-Bouillac                                                      | 185 m                                                                         |
| Tunnel | 253,5                | Tunnel de Coussieu (195 m)                                                    | Tunnel de Coussieu (195 m)                                                    |
| Tunnel | 255,2                | Tunnel de Penchot (151 m)                                                     | Tunnel de Penchot (151 m)                                                     |
| ehemaliger Bahnhof | 255,3                | Penchot                                                                       | 187 m                                                                         |
| Abzweig geradeaus, ehemals nach links und ehemals von links · Strecke von rechts (außer Betrieb) |                      | Bahnstrecke Viviez–Decazeville                                                | Bahnstrecke Viviez–Decazeville                                                |
| Bahnhof · Strecke (außer Betrieb) | 258,5                | Viviez-Decazeville                                                            | 197 m                                                                         |
| Strecke · Betriebs-/Güterbahnhof Streckenende (Strecke außer Betrieb) |                      | Decazeville                                                                   | Decazeville                                                                   |
| Strecke · U-Bahn-Betriebs-/Güterbahnhof Streckenanfang (Strecke außer Betrieb) |                      | Decazeville, Grubenbahn                                                       | Decazeville, Grubenbahn                                                       |
| Bahnhof | 262,3                | Aubin                                                                         | 253 m                                                                         |
| Brücke über Wasserlauf | 262,6                | Enne (Viaduc d'Aubin; 77 m)                                                   | Enne (Viaduc d'Aubin; 77 m)                                                   |
| Tunnel | 264,2                | Tunnel des Forges (350 m)                                                     | Tunnel des Forges (350 m)                                                     |
| Bahnhof | 265,0                | Cransac                                                                       | 291 m                                                                         |
| Tunnel | 267,1                | Tunnel de la Richardie (585 m)                                                | Tunnel de la Richardie (585 m)                                                |
| ehemaliger Bahnhof | 271,6                | Auzits-Aussibal                                                               | 393 m                                                                         |
| Tunnel | 274,2                | Tunnel de Cazalbadis (15 m)                                                   | Tunnel de Cazalbadis (15 m)                                                   |
| Tunnel | 275,3                | Tunnel de Fabrègues (500 m)                                                   | Tunnel de Fabrègues (500 m)                                                   |
| Brücke über Wasserlauf | 278,4                | Bindouyre (Viaduc de la Tieyre; 53 m)                                         | Bindouyre (Viaduc de la Tieyre; 53 m)                                         |
| Bahnhof | 279,0                | Saint-Christophe                                                              | 356 m                                                                         |
| |                      |                                                                               |                                                                               |
| Strecke |                      | Société de Commentry-Fourchambault-Decazeville (CFD); nach Marcillac (0,66 m) | Société de Commentry-Fourchambault-Decazeville (CFD); nach Marcillac (0,66 m) |
| |                      |                                                                               |                                                                               |
| Brücke über Wasserlauf | 281,2                | Ady (Viaduc de Tournemire; 230 m)                                             | Ady (Viaduc de Tournemire; 230 m)                                             |
| Tunnel | 285,5                | Tunnel de Marcillac (253 m)                                                   | Tunnel de Marcillac (253 m)                                                   |
| ehemaliger Bahnhof | 286,1                | Marcillac                                                                     | 408 m                                                                         |
| Tunnel | 286,7                | Tunnel de Fau (333 m)                                                         | Tunnel de Fau (333 m)                                                         |
| ehemaliger Bahnhof | 290,9                | Nuces                                                                         | 483 m                                                                         |
| Tunnel | 292,2                | Souterrain de Figeaguet (390 m)                                               | Souterrain de Figeaguet (390 m)                                               |
| ehemaliger Bahnhof | 295,4                | Vanc                                                                          | 515 m                                                                         |
| Brücke über Wasserlauf | 299,1                | Créneau (Viaduc de Souyri; 89 m)                                              | Créneau (Viaduc de Souyri; 89 m)                                              |
| Strecke · U-Bahn-Strecke von links (außer Betrieb) |                      | CFD (1861–1882, Meterspur)                                                    | CFD (1861–1882, Meterspur)                                                    |
| ehemaliger Bahnhof · U-Bahn-Betriebs-/Güterbahnhof Streckenende (Strecke außer Betrieb) | 299,7                | Salles-la-Source                                                              | 544 m                                                                         |
| ehemaliger Haltepunkt / Haltestelle | 303,3                | Sébazac                                                                       | 577 m                                                                         |
| Kulminations-/Scheitelpunkt | 304,2                | Scheitelpunkt                                                                 | Scheitelpunkt                                                                 |
| Abzweig geradeaus und von rechts | 309,2                | Bahnstrecke Castelnaudary–Rodez von Castelnaudary                             | Bahnstrecke Castelnaudary–Rodez von Castelnaudary                             |
| Brücke über Wasserlauf | 309,3                | Auterne (Viaduc de Lauterne; 165 m)                                           | Auterne (Viaduc de Lauterne; 165 m)                                           |
| Bahnhof | 309,7 495,4          | Rodez                                                                         | 539 m                                                                         |
| |                      | Bahnstrecke Sévérac-le-Château–Rodez n. Sévérac-le-Château                    |                                                                               |

Die Bahnstrecke Capdenac–Rodez ist eine französische Eisenbahnstrecke innerhalb des Départements Aveyron, die eingleisig auf 66,5 km in Nordwest-Südost-Richtung die Bahnstrecke Brive-la-Gaillarde–Toulouse-Matabiau mit dem Verkehrsknotenpunkt Rodez verbindet. Dort laufen die von Süden kommende Bahnstrecke Castelnaudary–Rodez und die nach Osten gehende Bahnstrecke Sévérac-le-Château–Rodez zusammen. Dieser Knotenpunkt ermöglicht insbesondere die Verbindung von Rodez über Brive-la-Gaillarde mit Paris. Nördlich der Strecke war die Gegend buchstäblich von einer Reihe von Grubenbahnen durchzogen, deren Spuren und Überreste heute ein außergewöhnliches Forschungsgebiet für Eisenbahnarchäologen darstellt. In Salles-la-Source und am Endbahnhof der Stichstrecke nach Decazeville bestand die Möglichkeit, die Schüttgüter umzuladen.

## Geschichte
Konzessionär dieser Strecke war die 1853 gegründete Chemin de fer Grand-Central de France. 1855 wurde dazu zwischen der Bahngesellschaft und dem Ministerium für öffentliche Arbeiten eine entsprechende Vereinbarung unterzeichnet und wenige Tag später durch kaiserliches Dekret genehmigt. Ziel war es, die Minenerzeugnisse zu befördern, doch wurde der Strecke auch ein öffentliches Interesse attestiert, also für den Personenverkehr freigegeben.
Die Strecke wurde zunächst 1858 zwischen Capdenac und Saint-Christophe in Betrieb genommen und zwei Jahre später bis nach Rodez eröffnet. Zwar wurde der Personenverkehr zum wichtigsten Verkehrsstrom, doch wurde die Strecke in erster Linie gebaut, um das wichtige Kohle- und Stahlzentrum Decazeville mit dem damit verbundenen Güterverkehr zu bedienen.
Wegen Zahlungsunfähigkeit wurde die Chemin Grand-Central 1857 liquidiert. Diese Strecke ging zusammen mit zahlreichen anderen Bahnstrecken an die Compagnie du chemin de fer de Paris à Orléans (PO). Das Bergwerk wurde 1966 geschlossen und das Volumen an Gütertransport ging entsprechend zurück. Trotzdem war die Nebenstrecke nie von einer Schließung bedroht, da sie immer ein wichtiger Lückenschluss größerer Hauptstrecken war.

## Topografie
Die Trasse läuft über die ersten 15 km eben bis wenig steigend, ab BK 258,5 bis zu 16 Promille Steigung, ab BK 277,6 leicht fallend und ab dem Viaduc de Tournemire wieder ansteigend, um kurz vor der Zusammenführung mit der von Süden kommenden Bahnstrecke bei BK 309,2 den Scheitelpunkt zu erreichen. Das Geländeprofil erforderte entsprechend den Bau mehrerer, teils langer Ingenieurbauwerke von insgesamt 3700 m.
| BK    | Name                    | a | Tunnel | Galerie | Viadukt |
| ----- | ----------------------- | - | ------ | ------- | ------- |
| 244,5 | Tunnel d'Assier         | – | 42 m   |         |         |
| 247,7 | Tunnel de Vernet        | – | 230 m  |         |         |
| 247,9 | Galerie de Vernet       | – |        | 42 m    |         |
| 253,5 | Tunnel de Coussieu      | – | 195 m  |         |         |
| 255,2 | Tunnel de Penchot       |   | 151 m  |         |         |
| 262,6 | Viaduc d'Aubin          |   |        |         | 77 m    |
| 264,2 | Souterrain des Forges   | ↑ | 350 m  |         |         |
| 267,1 | Tunnel de la Richardie  | ↑ | 585 m  |         |         |
| 274,2 | Tunnel de Cazalbadis    |   | 15 m   |         |         |
| 275,3 | Tunnel de Fabrègues     | ↓ | 500 m  |         |         |
| 278,5 | Viaduc de la Tieyre     | – |        |         | 53 m    |
| 281,2 | Viaduc de Tournemire    | – |        |         | 230 m   |
| 285,5 | Tunnel de Marcillac     | ↑ | 253 m  |         |         |
| 286,7 | Tunnel de Fau           | ↑ | 333 m  |         |         |
| 292,2 | Souterrain de Figeaguet | ↑ |        | 390 m   |         |
| 299,1 | Viaduc de Souyri        | – |        |         | 89 m    |
| 309,3 | Viaduc de Lauterne      | – |        |         | 165 m   |
|       | Längen                  |   | 2654 m | 432 m   | 614 m   |